# Saurauia sorsogonensis
Saurauia sorsogonensis är en tvåhjärtbladig växtart som beskrevs av Elmer Drew Merrill. Saurauia sorsogonensis ingår i släktet Saurauia och familjen Actinidiaceae. Inga underarter finns listade i Catalogue of Life.